# Amerikanische Sumpfschildkröte

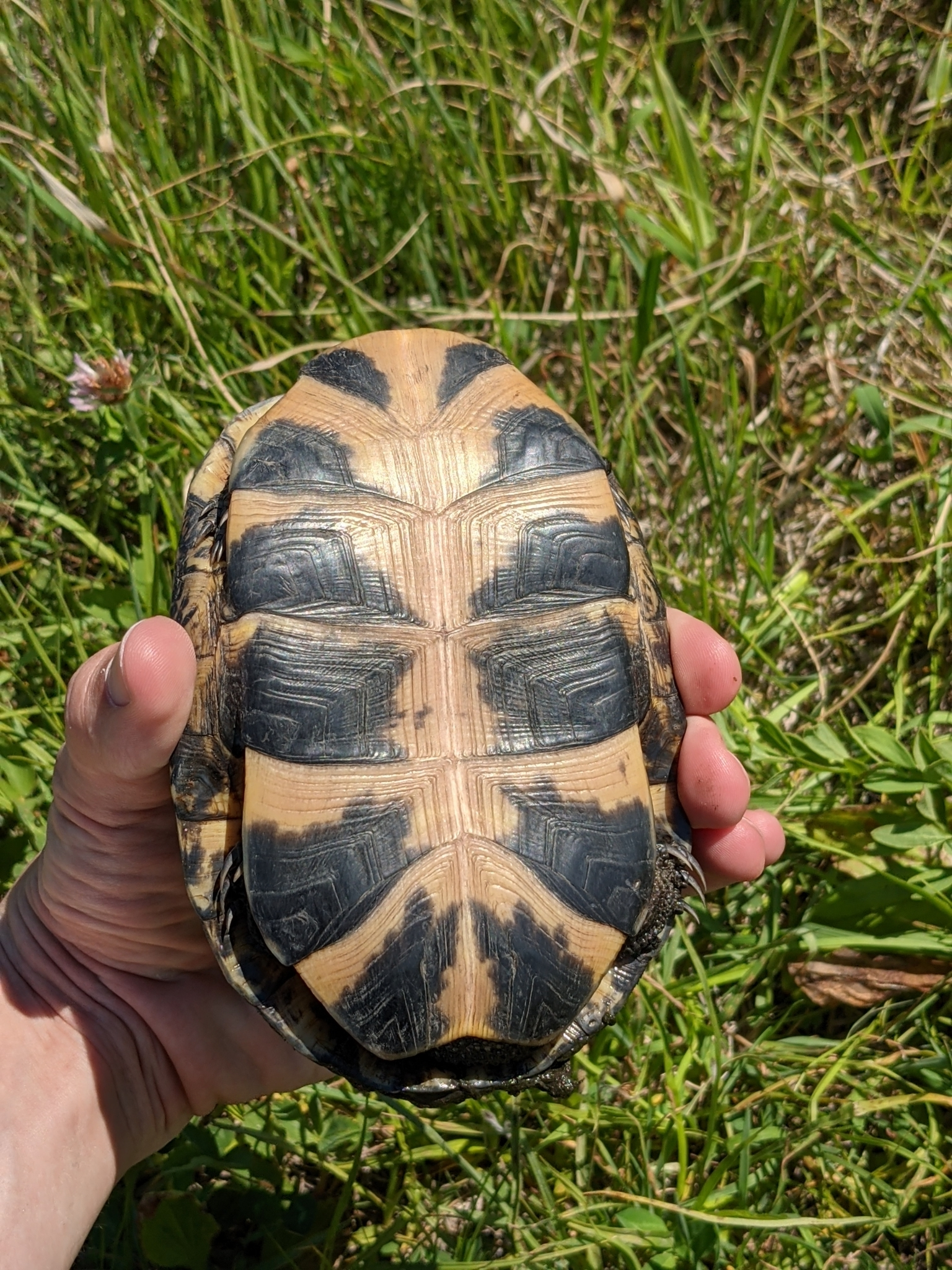
Amerikanische Sumpfschildkröte (Emydoidea blandingii), Unterseite

Verbreitungsgebiet der „Amerikanischen Sumpfschildkröte“

Die Amerikanische Sumpfschildkröte (Emys blandingii (Synonym: Emydoidea blandingii)) ist eine Art aus der Familie der Neuwelt-Sumpfschildkröten. Ihr Verbreitungsgebiet ist Nordamerika und reicht von Kanada, wo sie an den Großen Seen und in Nova Scotia vorkommt bis nach Nebraska und dem Südosten des US-Bundesstaates New York. Ihr Bestand gilt als bedroht.

## Erscheinungsbild
Die Amerikanische Sumpfschildkröte ist eine mittelgroße Schildkrötenart. Sie hat eine Carapaxlänge, die von 12,5 bis im Maximum von 26,8 Zentimeter reicht. Der Rückenpanzer ist blauschwarz und weist insbesondere an den Randschilden gelbliche Flecken und Punkte auf. Der Bauchpanzer ist gelblich und mit großen schwarzen Flecken gezeichnet. Bei einzelnen Individuen ist diese Fleckenzeichnung so dicht, dass die gelbliche Grundfärbung des Bauchpanzers nicht mehr erkennbar ist.
Kennzeichen der Amerikanischen Sumpfschildkröte ist die auffällig gelbe Kinn- und Kehlenzeichnung. Kopf und Beine sind dunkel und weisen in der Regel ebenfalls gelbliche Flecken auf.
Die nächsten Verwandten dieser Art sind die Pazifische Sumpfschildkröte (Actinemys marmorata) sowie die Europäischen Sumpfschildkröten der Gattung Emys.

## Fortpflanzung
Amerikanische Sumpfschildkröten werden in der Regel erst fortpflanzungsfähig, wenn sie ein Lebensalter von 14 bis 20 Jahren erreicht haben. Die Hauptpaarungszeit fällt in die Zeit von April bis Mai; in Abhängigkeit vom Standort paaren sich Individuen aber auch schon im März oder die Paarung verzögert sich bis November. Die Gelegegröße variiert. Im US-Bundesstaat New York weisen Gelege normalerweise fünf bis 12 Eier auf.

## Lebensweise und Lebensraum
Die Amerikanische Sumpfschildkröte lebt in flachen Gewässern mit reichem Pflanzenwuchs und einem weichen Untergrund. Sie ist eine agile, gute Schwimmerin. Sie ist nicht so sehr an Wasser gebunden wie dies für einige andere Neuwelt-Sumpfschildkröten der Fall ist und wandert häufig an Land. Es ist eine sehr scheue Schildkrötenart, die bei Störungen ins Wasser eintaucht und dann für Stunden am Boden bleibt. Wird sie außerhalb des Wassers überrascht, zieht sie sich in ihren Panzer zurück.
Die Amerikanische Sumpfschildkröte überwintert im Wasser oder in Wassernähe, wo sie sich in Schlamm oder unter Vegetation eingräbt. Sie frisst bevorzugt Kleinkrebse, aber auch Würmer, Insektenlarven, Frösche und Aas und nimmt auch pflanzliche Nahrung zu sich. Sie ist schnell genug, um auch lebende Fische zu fressen. Sie kann ein Lebensalter bis zu 70 Jahren erreichen.

## Bestand
Die Populationsrückgänge der Amerikanischen Sumpfschildkröte resultieren überwiegend aus einer Vernichtung und einer Fragmentierung ihres Lebensraumes. Sie steht auf der Liste der bedrohten Tierarten in den US-Bundesstaaten Illinois, Iowa, Massachusetts, Minnesota, New York, Main, South Dakota, Missouri und Wisconsin sowie in den kanadischen Provinzen Ontario, Nova Scotia und Québec.